# José Sócrates
José Sócrates Carvalho Pinto de Sousa [ʒu 'zɛ 'sɔ kɾɐ tɨʃ] (Vilar de Maçada (Vila Real), 6 september 1957) is een Portugees politicus. Van 2005 tot 2011 was hij premier van Portugal.

## Levensloop

### Achtergrond
Sócrates is civiel ingenieur. Hij is tevens afgestudeerd als medisch ingenieur (aan de Openbare School voor Volksgezondheid). Na de Anjerrevolutie (1974) begon zijn politieke carrière. Hij sloot zich aan bij de Jonge Sociaaldemocraten, de jeugdbeweging van de centrumrechtse Sociaaldemocratische Partij. In 1981 sloot Sócrates zich aan bij de Socialistische Partij (PS).

### Politieke carrière
Sócrates werd in 1986 voorzitter van de socialisten in het district Castelo Branco (tot 1995). In 1987 werd hij voor de PS in het Portugese parlement gekozen.
In 1991 werd Sócrates nationaal-secretaris van de PS en in 1995 werd hij staatssecretaris van Milieu in de regering van premier António Guterres. In 1997 werd hij minister van Sport en Jeugdzaken en in 1999 werd hij minister van Milieu.
In 2002, na de verkiezingsoverwinning van Barroso's PSD (Sociaaldemocratische Partij), werd Sócrates leider van de socialistische oppositie in het parlement.
Als minister van Sport was Sócrates een van de organisatoren van het Europees kampioenschap voetbal 2004, dat in Portugal werd gehouden. Tijdens dat toernooi was Sócrates overigens zelf geen minister meer.
Na het aftreden van de secretaris-generaal van de PS, Ferro Rodrigues, in september 2004, werd Sócrates tot diens opvolger gekozen.

### Premierschap
President Jorge Sampaio schreef parlementsverkiezingen uit voor februari 2005. Deze werden met een meerderheid gewonnen door de PS. President Sampaio gaf Sócrates op 24 februari 2005 de opdracht om een regering te vormen. Deze regering werd op 12 maart beëdigd en Sócrates werd haar minister-president.
In september 2009 werd hij, na wederom een winst van de PS, herkozen als premier van Portugal. Deze verkiezingen werden echter niet meer met een meerderheid gewonnen door de PS. Oppositiepartij PSD sprak zich hierdoor, hoewel de partij minder stemmen had behaald dan bij de vorige verkiezingen, positief uit over de verkiezingsresultaten.
De minderheidsregering van Sócrates kreeg geen steun van het parlement voor de bezuinigingsplannen. Sócrates had al eerder aangegeven op te stappen als zijn plannen niet door het parlement zouden worden aangenomen. Op 23 maart 2011 diende hij zijn ontslag in, waarna er vervroegde landelijke verkiezingen werden uitgeschreven. Toen zijn partij deze verkiezingen verloor, legde Sócrates zijn partijleiderschap neer.

### Corruptie
Tijdens en na zijn politieke carrière werd Sócrates herhaaldelijk in verband gebracht met verschillende corruptiezaken. Op 21 november 2014 werd hij in Lissabon gearresteerd op verdenking van corruptie, belastingfraude en witwaspraktijken. Hij belandde in een gevangenis in Évora en zat daar ruim negen maanden vast. Sócrates was de eerste Portugese premier uit de moderne geschiedenis die in de gevangenis belandde. Na zijn vrijlating in september 2015 had hij nog een korte tijd huisarrest. Na een jarenlang politieonderzoek werd Sócrates in oktober 2017 officieel aangeklaagd.
In 2018 verliet Sócrates de Socialistische Partij.

## Privéleven
José Sócrates is gescheiden en heeft twee kinderen.
Zijn volledige naam is José Sócrates Carvalho Pinto de Sousa. Zijn achternaam is Pinto de Sousa, maar hij staat bekend als José Sócrates.